# Wealdstone FC

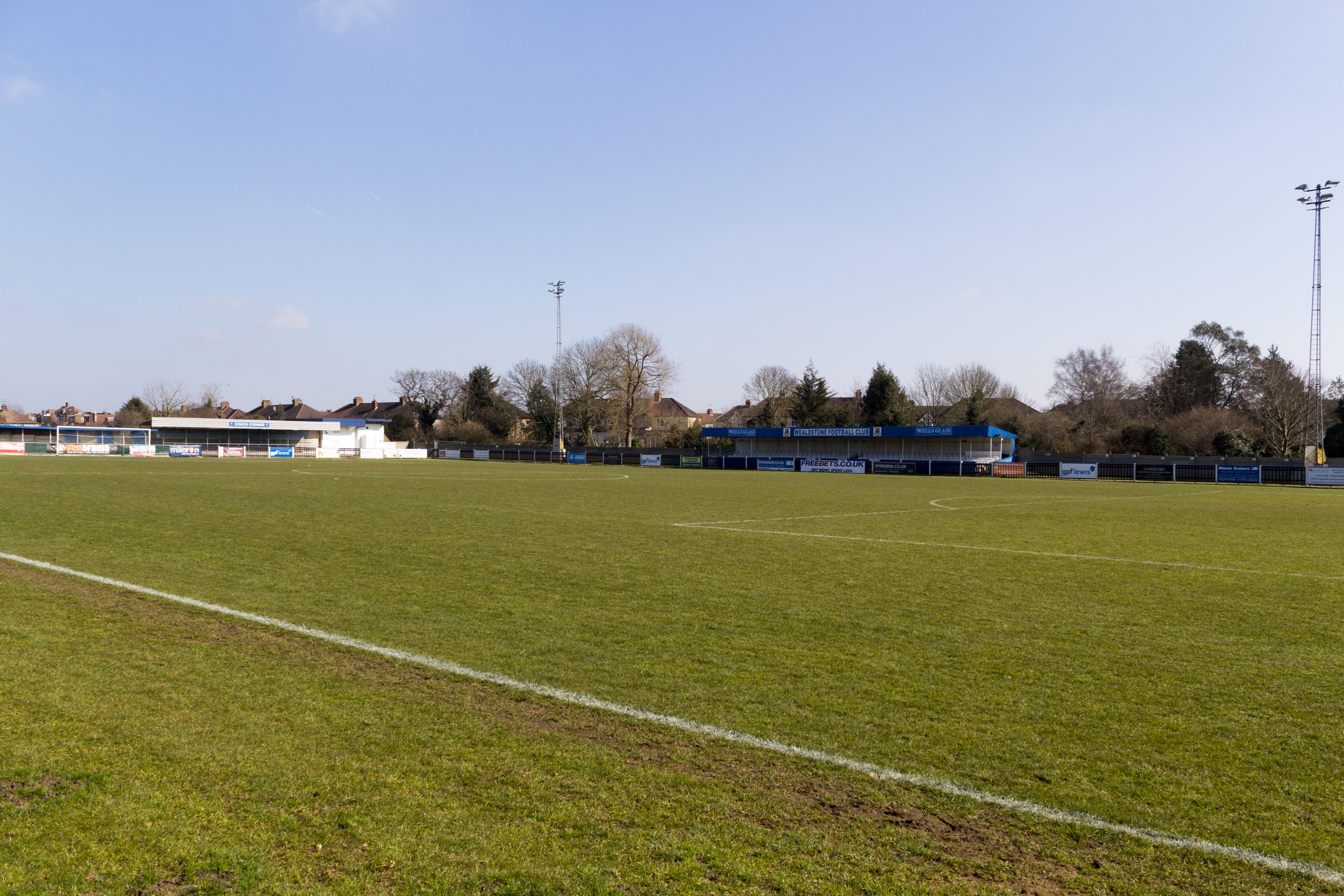
El Grosvenor Vale en marzo de 2016.

El Wealdstone FC es un equipo de fútbol de Inglaterra que juega en la National League, la quinta división de fútbol del país.

## Historia
Fue fundado en el año 1899 en la ciudad de Wealdstone y su primer partido oficial lo jugaron el 7 de octubre ante el Northwood y terminó con victoria por 6-1, logrando el ascenso a la Division One para la temporada 1900/01. En la temporada 1905/06 el club es campeón de la Division One, pero el 20 de octubre de 1906 un periódico local puso una nota de que el club fue desaparecido por carecer de interés de los jugadores y aficionados.
El club es refundado en 1909 en la Division One, de la que es campeón en la temporada 1912/13 y se unen a la London League al finalizar la Primera Guerra Mundial. En 1922 se unen a la Spartan League y el 13 de octubre de 1923 el club vence 22-0 al 12th London Regiment por la FA Amateur Cup, la que es la victoria más amplia en la historia de la competición. En 1929 se pasa a la Athenian League y en la temporada de 1929/30 ganan dos títulos de copa regional por primera vez.
Al finalizar la Segunda Guerra Mundial en 1946 protagonizan el primer partido de fútbol transmitido por televisión, el cual fue por la Athenian League ante el Barnet FC y que lo transmitió la BBC, así como su primera aparición en la FA Cup donde fueron eliminados en la primera ronda 0-1 por el Port Vale FC.
En 1965 se pasan a la Isthmian League y llegan nuevamente a la primera ronda de la FA Cup donde es eliminado 1-3 por el Millwall FC y ese mismo año ganan la FA Amateur Cup venciendo 3-1 en la final al Hendon FC. Al año siguiente acceden a la primera ronda de la FA Cup donde pierden 0-2 ante el Nuneaton Borough.
En 1971 llegan a la Southern League y son un equipo profesional por primera vez y en la temporada 1978/79 superan por primera vez la primera ronda de la FA Cup al vencer 3-2 al Hereford United FC, luego vencieron 2-1 al Reading FC para caer en tercera ronda por el QPR FC 0-4.
En 1979 fueron uno de los equipos fundadores de la Alliance Premier League, aunque fueron uno de los primeros equipos descendidos de la liga y pasaron a la Southern League. En la temporada 1984/85 ganan la Alliance Premier League y el FA Trophy venciendo 2-1 al Boston United FC en el Wembley Stadium, siendo el primer equipo de la non-league en conseguir el doblete, pero al año siguiente descienden de categoría.
Al finalizar la temporada 1990/91 el club pasó por problemas administrativos que provocaron la venta del club a una empresa comercial, descendiendo al año siguiente. En 1995 el clun regresa a la Isthmian League para reducir los costos de transporte. En el verano de 2016 el club cambia de propietario y pasa a ser de Peter Marsden, y en la temporada 2019/20 el club logra el ascenso a la Conference National.

## Palmarés
| Competición nacional        | Títulos | Subcampeonatos |
| --------------------------- | ------- | -------------- |
| Quinta División (1/0)       | 1984–85 |                |
| National League South (1/0) | 2019–20 |                |
| Isthmian League (1/0)       | 2013–14 |                |
| FA Trophy (1/0)             | 1984–85 |                |
| FA Amateur Cup (1/0)        | 1965–66 |                |